# Marta Drábková-Rožánková
Marta Drábková-Rožánková, křtěná Marta Emílie (24. dubna 1882 Zbuzany – 5. prosince 1958 Olomouc) byla česká malířka a výtvarná pedagožka.

## Životopis
Narodila se v rodině Jana Rožánka (1850–1904) statkáře ve Zbuzanech, majitele domu v Praze a Emilie Rožánkové-Lužnické (1850–1906) z Kamýka nad Vltavou. Měla čtyři sestry: Alžbětu (1880), Kateřinu (1883), Emilii (1885–1886) a Johanu (1886). Provdala se za Antonína Drábka.
Vystudovala Uměleckoprůmyslovou školu v Praze (1896–1899), kde ji vyučovali Jakub Schikaneder a Josef Schusser. Soukromě se vzdělávala v malbě v krajinářské škole Aloise Kalvody. Poté vyučovala kreslení na Vyšší dívčí škole v Praze.
Po svatbě odešla s manželem na Moravu, nejdříve do Tovačova a pak do Olomouce. V listopadu 1919 spolu otevřeli pro moravské výtvarníky Olomoucký salon. Manžel se organizačně podílel na činnosti olomouckého Klubu přátel umění, Marta vystavovala svá díla v Olomouci, okolních městech i v cizině. Věnovala se hlavně krajinomalbě, nejdříve ve svém okolí, později na Slovensku na Oravě.
Druhá světová válka jí cesty na Slovensko znemožnila, proto se obrátila k malbě květin. Po válce se v její tvorbě objevila krajina Rakovnicka.
V Olomouci bydlela v paláci Pozemkového ústavu.

## Výstavy[3]

### Autorské
- 1925 Marta Rožánková - Drábková: Obrazy, Klub přátel umění v Olomouci, Olomouc
- 1944 Marta Rožánková - Drábková: Obrazy
- 1957 Marta Rožánková - Drábková: Obrazy z cyklu 'Orava', Krajská galerie v Olomouci, Olomouc
- 1960/1961 Marta Rožánková - Drábková: Obrazy z díla, Dům umění, Olomouc
- 1961 Marta Rožánková - Drábková: Obrazy z díla, Vlastivědné muzeum v Šumperku, Šumperk
  - Marta Rožánková - Drábková: Obrazy z díla, Okresní vlastivědné muzeum, Zábřeh

### Kolektivní
- 1924 Umělecká výstava Kruhu výtvarných umělkyň v Praze, Klub přátel umění v Olomouci, Olomouc
- 1929 Výstava ženského umění československého, Generální konzulát, Buenos Aires
- 1932 Katalog umělecké výstavy výtvarných umělců olomouckých, Klub přátel umění v Olomouci, Olomouc
- 1934 Vánoční výstava olomouckých výtvarníků, Klub přátel umění v Olomouci, Olomouc
- 1935 Vánoční výstava KPU, Klub přátel umění v Olomouci, Olomouc
- 1937 Výstava Skupiny olomouckých výtvarníků a hostů, Klub přátel umění v Olomouci, Olomouc
  - Vánoční výstava výtvarníků KPU, Klub přátel umění v Olomouci, Olomouc
- 1938 Členská výstava skupiny Olomouckých výtvarníků, Klub přátel umění v Olomouci, Olomouc
  - III. Zlínský salon, Studijní ústav, Zlín
- 1939 Národ svým výtvarným umělcům, Praha
  - Národ svým výtvarným umělcům, Gremiální nemocenská pojišťovna, Olomouc
- 1940 Národ svým výtvarným umělcům, Klub přátel umění v Olomouci, Olomouc
- 1941 26. členská výstava Kruhu výtvarných umělkyň. Náčrty, kresby, grafika, akvarely, monotypy, pastely, Galerie Hollar, Praha
- 1943 Umělci národu, Klub přátel umění v Olomouci, Olomouc
  - Výstava letního souboru několika členů SOV / Sommerausstellung von einigen Mitgliedern von SOV, Výstavní síň Skupiny olomouckých výtvarníků (SOV), Praha
- 1948 100 let výtvarné Moravy, Dům umění, Olomouc
- 1949 	Květina osvěžením pracující ženy: Výstava obrazů a užitého umění českých a moravských výtvarných umělkyň, Muzeum, Uherské Hradiště
  - Květina osvěžením pracující ženy: Výstava obrazů a užitého umění českých a moravských výtvarných umělkyň, Dům umění, Olomouc
- 1949/1950 Pracující člověk ve výtvarném umění všech dob, Dům umění, Olomouc
- 1950 Výtvarní umělci olomouckého kraje v boji za mír a socialismus, Dům umění, Olomouc
  - Členská výstava Krajského střediska Svazu československých výtvarných umělců v Olomouci - 1950, Dům umění, Olomouc
- 1951 Členská výstava Krajského střediska Svazu československých výtvarných umělců v Olomouci - 1951, Dům umění, Olomouc
- 1955 V. Členská výstava obrazů, soch, grafiky a užitého umění, Dům umění, Olomouc
- 1958 Členská výstava obrazů, grafiky, soch, užitého umění a architektury, Dům umění, Olomouc
- 1960 15 let výtvarného umění v Olomouckém kraji, Dům umění, Olomouc
- 1971 Výtvarné umění Olomoucka 1921 - 1971: Výstava k 50. výročí KSČ, Dům umění, Olomouc
- 1996 Přírůstky 1991 - 1995, Dům umění, Ostrava
- 2014/2015 Z Prahy až do Buenos Aires: „Ženské umění“ a mezinárodní reprezentace meziválečného Československa, Galerie UM, Praha 1

Vystavovala: s Kruhem výtvarných umělkyň v Praze od 1919, se spolkem Nezávislí 1933, se Střediskem výtvarných umělců hanáckých Reysek Prostějov 1933, s Klubem výtvarných umělců Aleš v Brně 1935, se Spolkem (Skupinou) olomouckých výtvarníků 1937–1946 a se Société des artistes indépendants.
- Uničov 1923
- Praha: Rubešova galerie, 1929
- Olomouc, 1931
- Moravská Ostrava, Přerov – 1932
- Hradec Králové, Náchod, Kladno – 1933
- každoročně: Brno, Paříž (od 1932)
- zahraničí: Buenos Aires, Pittsburg, Athény, Varšava

## Dílo

### Obrazy
1. Usedlost v letní krajině: olej na lepence, 50 cm × 64 cm, signováno vpravo dole (PD ), rám
2. Břízky v podzimu: olej, karton, 49 cm × 62 cm, PD Rožánková-Drábková
3. Vesnička: olej, karton, 18 cm × 23 cm, PD Rožánková-D.
4. Oravský Podzámok: olej, plátno, 94 cm × 114 cm, PD M. Rožánková-Drábková
5. Pivoňky : olej na kartonu, 38 cm × 49 cm, s rámem 54 cm × 65,5 cm, signováno PD, vzadu autorské razítko
6. Kytice: olej na kartonu, 65 cm × 48 cm, rám 83 cm × 66,5 cm, signováno
7. Kytice: olej na kartonu, 65 cm × 49,5 cm, rám 81 cm × 65,5 cm, signováno PD
8. Dřevěné chaloupky: olej na kartonu, 52 cm × 63,5 cm, rám 66 cm × 82 cm, signováno LD
9. Jeseníky: olej na kartonu, 36,5 cm × 47 cm, rám 48 cm × 58,5 cm, signováno PD
10. Ve vesnici: olej, plátno, 35 cm × 40 cm, rám, signováno PD tiskacími písmeny
11. Kytice ve váze: olej, lepenka, 39 cm × 28 cm, signováno, blondelový rám
12. Slovenské chalupy: olej, lepenka, 50 cm × 65 cm, signováno, na zadní straně autorský štítek, původní rám
13. Podzimní krajina: olej, deska, 34 cm × 44 cm, rám 45 cm × 55 cm, signováno LD Rožánková-Drábková
14. Tal v Bělé (z Oravy): olej na kartonu, 50 cm × 65 cm
15. Chlum u Rakovníka: olej, karton, 70 cm × 95 cm
16. Cigánské búdy – Orava: olej, karton, 50 cm × 65 cm, signováno LD, rám
17. Habovka – Slovensko: olej, karton, signováno PD M. Rožánková-Drábková
18. Panorama Šumperka od jihu, tempera, 64,5 cm × 49 cm, signováno M. Rožánková-Drábková